# Villahermosa del Río
Villahermosa del Río (em castelhano e oficialmente) ou Vilafermosa (em valenciano) é um município da Espanha na província de Castelló, Comunidade Valenciana. Tem 108,9 km² de área e em 2021 tinha 476 habitantes (densidade: 4,4 hab./km²).

## Demografia
| Variação demográfica do município entre 1991 e 2004 | Variação demográfica do município entre 1991 e 2004 | Variação demográfica do município entre 1991 e 2004 | Variação demográfica do município entre 1991 e 2004 |
| --------------------------------------------------- | --------------------------------------------------- | --------------------------------------------------- | --------------------------------------------------- |
| 1991                                                | 1996                                                | 2001                                                | 2004                                                |
| 524                                                 | 474                                                 | 442                                                 | 439                                                 |